# Зайди (гміна Олецько)
Зайди (пол. Zajdy, нім. Saiden) — село в Польщі, у гміні Олецько Олецького повіту Вармінсько-Мазурського воєводства.
Населення — 144 особи (2011).
У 1975-1998 роках село належало до Сувальського воєводства.

## Демографія
Демографічна структура станом на 31 березня 2011 року:
|          | Загалом | Допрацездатний вік | Працездатний вік | Постпрацездатний вік |
| -------- | ------- | ------------------ | ---------------- | -------------------- |
| Чоловіки | 79      | 22                 | 52               | 5                    |
| Жінки    | 65      | 20                 | 39               | 6                    |
| Разом    | 144     | 42                 | 91               | 11                   |